# ИФ Елфсбори
Идротсфьоренинген Елфсбори (на шведски: Idrottsföreningen Elfsborg, [ɛlfsbɔrj]) е шведски футболен отбор от град Бурос. Състезава се в най-високото ниво на шведския футбол групата Алсвенскан.

## Успехи

### Национални
- Алсвенскан: (1 ниво)
  -  Шампион (6): 1935 – 36, 1938 – 39, 1939 – 40, 1961, 2006, 2012
  -  Второ място (8): 1942-1943, 1943-1944, 1944-1945, 1965, 1977, 2008, 2020, 2023
  -  Трето място (5): 1934-1935, 1966, 1979, 2009, 2011
- Купа на Швеция:
  -  Носител (2): 2001, 2003
  -  Финалист (4): 1942, 1981, 1997
- Суперкупа на Швеция:
  -  Носител (1): 2007
  -  Финалист (1): 2014

## Международни
- Интертото:
  -  Носител (2): 1980, 2008
- Купа Карло Рапан:
  -  Носител (1): 1980

Участвал е в турнирите за Шампионската лига и купата на УЕФА.